# Phanérozoïque
Stratigraphie
Protérozoïque
Précambrien
Subdivisions
- Cénozoïque
- Mésozoïque
- Paléozoïque

Paléogéographie et climat
Faune et flore
Le Phanérozoïque est un éon couvrant les 538,8 ± 0,2 derniers millions d'années. Il commence par la période géologique du Cambrien, avec l'apparition des petits animaux à coquilles, puis a vu le développement d'une vie animale abondante jusqu'à nos jours. L'éon précédent est le Protérozoïque, qui fait partie du Précambrien, une large période allant de la formation de la Terre au début du Phanérozoïque.

## Étymologie
Du grec ancien φανερός, phaneros « visible, détectable » et ζῷον zôon « être vivant, animal ». Désigne la période pour laquelle les traces de vie sont détectables aujourd'hui, à travers les fossiles.

## Événements majeurs
La frontière entre les deux éons du Protérozoïque et du Phanérozoïque n'est pas clairement définie, les découvertes du XXe siècle ayant repoussé la limite qui était communément admise au XIXe siècle. La plupart des géologues et paléontologues placent la frontière à l'apparition des premiers trilobites, de certains ichnofossiles appelés Trichophycus (Phycodes) pedum, ou aux premières apparitions d'un groupe de petites formes de vie désarticulées. Ces trois points se situent dans la même période, à quelques millions d'années près, dans la période du Cambrien.
Le Phanérozoïque voit l'émergence d'un grand nombre de formes biologiques, l'apparition des plantes sur la terre ferme, puis leur développement, l'évolution des poissons, la conquête de la terre ferme par les animaux et le développement de la faune moderne.
Durant cette période, les continents se déplacent et la Pangée se sépare, donnant les six masses continentales actuelles.

## Subdivisions
Le Phanérozoïque est divisé en trois ères :
- le Paléozoïque (de 538,8 ± 0,2 Ma à 252,17 ± 0,06 Ma) ;
- le Mésozoïque (de 252,17 ± 0,06 Ma à 66,0 Ma) ;
- le Cénozoïque (de 66,0 Ma à nos jours).